# 乔氏台雅鱼
乔氏台雅鱼（学名：Daya jordani）为雀鲷科台雅鱼属的鱼类。分布于印度洋北部沿岸、东至澳大利亚、北至中国，包括南海、台湾海峡等海域，属于近海暖水性底层鱼类。其一般生活于底质为沙、水深30-50米的海区。该物种的模式产地在汕头。